# Klešice
Klešice jsou obec v okrese Chrudim v Pardubickém kraji. Leží v nadmořské výšce 252 metrů. Včetně části Nákle v obci žije 433 obyvatel. K obci patří také bývalý mlýn Lukavec pod Jezbořicemi.

## Historie
První písemná zmínka o Klešicích pochází z roku 1257. Od 14. století až do roku 1848 (zrušení poddanství) byla obec hospodářsky, správně i soudně podřízena stejné vrchnosti jako sousední Heřmanův Městec. Pro obec byla důležitá převážně zemědělská produkce. Vsí protéká potok a už v roce 1448 zde byly tři mlýny. Klešice zůstaly až do roku 1945 majetkem Kinských.

## Obyvatelstvo
| Rok            | 1869 | 1880 | 1890 | 1900 | 1910 | 1921 | 1930 | 1950 | 1961 | 1970 | 1980 | 1991 | 2001 | 2011 | 2021 |
| -------------- | ---- | ---- | ---- | ---- | ---- | ---- | ---- | ---- | ---- | ---- | ---- | ---- | ---- | ---- | ---- |
| Počet obyvatel | 392  | 410  | 404  | 389  | 386  | 401  | 384  | 286  | 307  | 262  | 241  | 244  | 279  | 380  | 398  |
| Počet domů     | 58   | 50   | 53   | 57   | 58   | 58   | 67   | 74   | 73   | 69   | 70   | 88   | 95   | 124  | 139  |

## Obecní správa
Mezi lety 1869–1975 Klešice byly obcí v okrese Chrudim. Od 1. ledna 1976 do 31. prosince 1991 patřily jako část města k Heřmanovu Městci a od 1. ledna 1992 jsou opět samostatnou obcí.

### Části obce
- Klešice
- Nákle

### Obecní symboly
Znak a vlajka byly obci uděleny rozhodnutím předsedy Poslanecké sněmovny Parlamentu České republiky dne 4. června 1998. Znak obce má v pravé polovině stříbrný leknínový list na červeném poli a v levé polovině je modrý hrozen vína na zlatém poli.

## Doprava
Přes vesnici vede železniční trať Chrudim město – Heřmanův Městec se zastávkou Klešice. Pravidelný provoz na trati byl zastaven.

## Společnost
Mateřské školy, základní škola a lékařské služby jsou zajištěny v sousedním Heřmanově Městci vzdáleném 2,5 kilometru. Obcí vede několik autobusových linek. Díky velkému zájmu o stavební parcely se vesnice neustále rozšiřuje. V Klešicích jsou v provozu dva hostince a prodejna smíšeného zboží. Působí zde zemědělské firmy, autoopravny, autodopravní firmy a zahradní centrum (Školky ALEJ).
Od roku 1886 působí v Klešicích Sbor dobrovolných hasičů, který je i hlavním organizátorem kulturního dění v obci. V roce 2001 získali klešičtí hasiči u příležitosti 115. výročí založení SDH právo užívat znak a prapor. Sbor dobrovolných hasičů pořádá v Klešicích hasičský ples, dětský karneval, den dětí, letní tábor pro mladé hasiče, posvícenskou zábavu, „Staročeskou“ krojovanou pomlázku a různé společenské večery.

## Pamětihodnosti

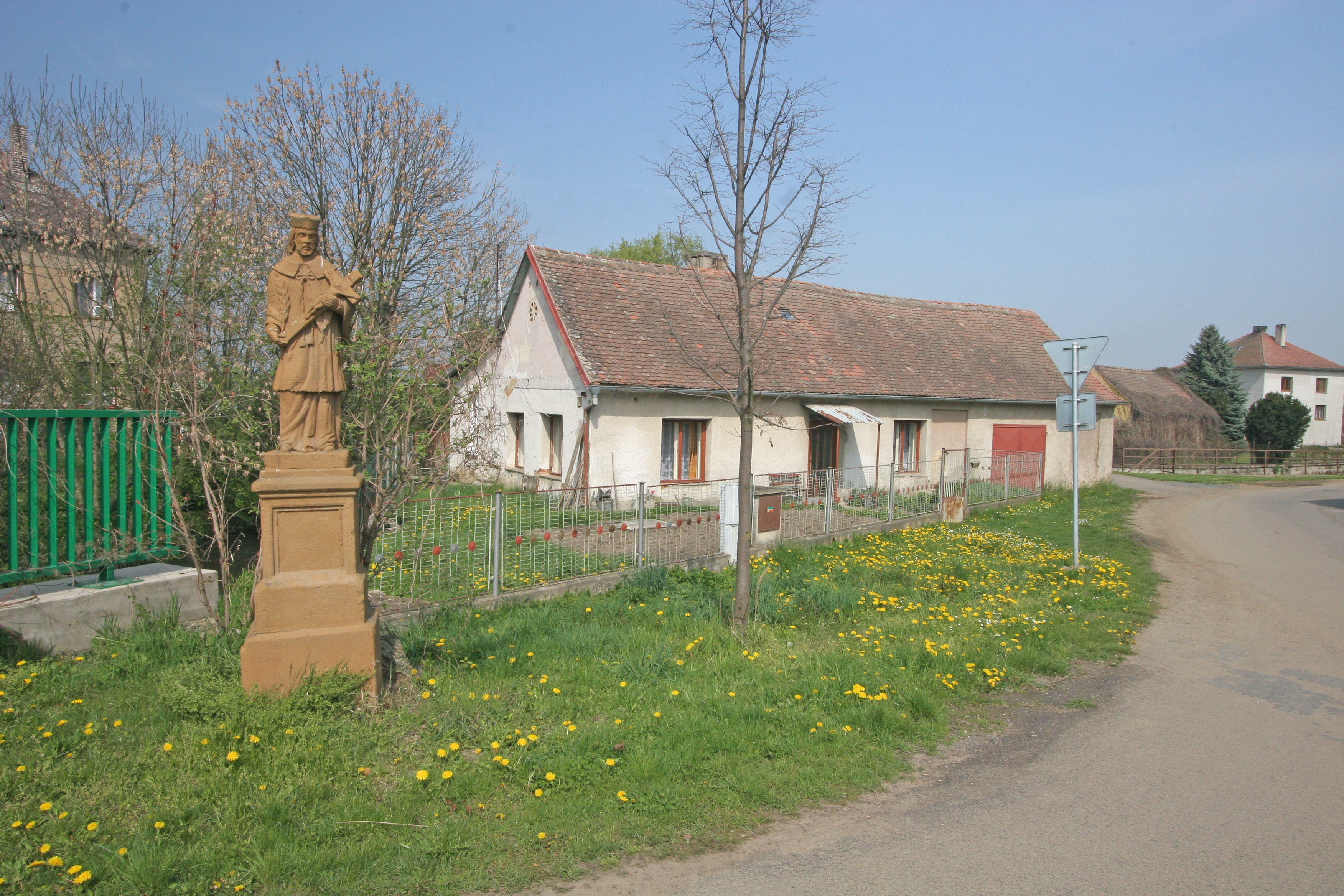
Svatý Jan Nepomucký u mostu

Mezi kulturní památky patří bývalá sýpka v panském dvoře a dům s naznačeným dřevěným hrázděním. Je zde také několik drobných památek jako je Křížek svatého Jana Nepomuckého, socha svatého Jana Nepomuckého, zvonice, Boží muka, Korabův a Hamplův mlýn. Do roku 1929 byla u Korabova mlýna dřevěná varna povidel, která je nyní součástí expozice na Veselém Kopci.